# Китайско-нидерландские отношения
Кита́йско-нидерла́ндские отноше́ния — двусторонние дипломатические отношения между Китайской Народной Республикой и Королевством Нидерланды.
Китай имеет посольство в Нидерландах (пров. Южная Голландия, г. Гаага, р-н Схевенинген, подр-н Зоргвилет), а Нидерланды — посольство (г. Пекин, р-н Чаоян), генеральное консульство (г. Чунцин, р-н Юйчжун) и два консульства (пров. Гуандун, г. Гуанчжоу, р-н Тяньхэ; г. Шанхай, р-н Чаннин).
Между странами подписано семь двусторонних соглашений в различных сферах: культурного сотрудничества (1980), экономического и технологического сотрудничества (1980), взаимной поддержки и развития инвестиций (1985), карантина растений (1986), сотрудничества в области охраны и карантина животных (1995), гражданской авиации (1996), сотрудничества в области науки и техники (1999).
По оценке посольства Китая в Нидерландах, отношения между странами развиваются успешно.

## Общая характеристика стран
|                                                   | Китай                 | Нидерланды               |
| ------------------------------------------------- | --------------------- | ------------------------ |
| Площадь (км²)                                     | 9 572 900             | 41 540                   |
| Столица                                           | Пекин                 | Амстердам                |
| Население (чел.)                                  | 1 411 778 724         | 17 523 000               |
| Государственное устройство                        | унитарное государство | федеративное государство |
| Объём ВВП по ППС (млрд долл.)                     | 24191,301             | 1003,813                 |
| Количество ядерных боеголовок (развёрнутых/всего) | ?/350                 | —                        |
| Численность вооружённых сил (чел.)                | 2 035 000             | 8 000                    |
| Военный бюджет (млрд долл.)                       | 193                   | 4,91                     |
| Добыча нефти (млн т/год)                          | 194,8                 | —                        |
| Выплавка стали (млн т/год)                        | 808,366               | 6,917                    |
| Выплавка алюминия (тыс т/год)                     | 36 000                | —                        |
| Производство цемента (млн т/год)                  | 2200                  | —                        |
| Производство электроэнергии (тВт·ч/год)           | 7779,1                | 122,4                    |

## История
В XVII веке Голландская Ост-Индская компания открыла свой торговый пост в Гуанчжоу и на западном побережье острова Тайвань.
Дипломатические отношения между странами установлены в 1954 году. В 1972 году Китай и Нидерланды открыли посольства друг у друга.
В 1981 году уровень дипломатических отношений между странами был понижен Китаем до уровня дипломатических представительств, возглавляемых поверенными в делах из-за того, что Совет министров Нидерландов ратифицировал строительство двумя голландскими компаниями подводных лодок для Вооружённых сил Китайской Республики (Тайвань). Китай обвинил Нидерланды в сговоре с Президентом Соединённых Штатов Америки Рональдом Уилсоном Рейганом и пригрозил США аналогичным понижением ранга отношений.
1 февраля 1984 года голландское правительство взяло на себя обязательство не продавать оружие Тайваню, после чего дипломатические отношения между странами вернулись на уровень послов.
В июле 2019 года постоянные представители 22 стран, в том числе и Нидерландов, при Организации Объединённых Наций написали совместное письмо на адрес Совета по правам человека ООН, в котором выразили осуждение жестокому обращению китайского правительства с уйгурами и другими национальными меньшинствами, призвав Китай закрыть лагеря перевоспитания в Синьцзяне.
В феврале 2021 года Палата представителей Нидерландов приняла решение о признании геноцида уйгуров в Китае, став первой страной-членом Европейского союза, признавшей геноцид.

## Дипломатические визиты
| Направление  | Дата               | Визитёр                                                     | Прим.  |
| ------------ | ------------------ | ----------------------------------------------------------- | ------ |
| В Нидерланды | апрель 1991 года   | вице-премьер Госсовета Чжу Жунцзи                           | [ 3 ]  |
| В Нидерланды | май 1993 года      | вице-премьер Госсовета, министр иностранных дел Цянь Цичэнь | [ 3 ]  |
| В Китай      | июнь 1995 года     | министр-президент Виллем Кок                                | [ 3 ]  |
| В Нидерланды | сентябрь 1996 года | председатель ВК НПКСК Ли Жуйхуань                           | [ 3 ]  |
| В Нидерланды | февраль 1998 года  | премьер-министр Госсовета Ли Пэн                            | [ 3 ]  |
| В Китай      | апрель 1999 года   | королева Беатрикс Вильгельмина Армгард                      | [ 3 ]  |
| В Нидерланды | октябрь 1999 года  | министр национальной обороны Чи Хаотянь                     | [ 3 ]  |
| В Нидерланды | июль 2000 года     | премьер-министр Госсовета Чжу Жунцзи                        | [ 3 ]  |
| В Нидерланды | март 2014 года     | председатель Си Цзиньпин                                    | [ 25 ] |

## Торгово-экономические отношения
По данным Главного таможенного управления Китая, в 2000 году товарооборот между странами составил 5,995 миллиардов долларов, что на 23,3 % больше, чем в предыдущем году. В 2009 году товарооборот составил 4,6 миллиарда евро. Нидерланды являются третьим по товарообороту торговым партнёром Китая среди стран ЕС.
По состоянию на 2000 год, голландские инвестиции в Китай составили 4,481 миллиарда долларов. В октябре этого же года «Royal Dutch Shell, plc.» подписала контракт с Китаем на 4 миллиарда долларов, касающийся нефтедобычи в Южно-Китайском море.

## Сотрудничество
В 1999 году три голландских культурных делегации посетили Китай, а 20 китайских — Нидерланды. В 1979—1999 годах Китай направил 2400 студентов на обучение в Нидерландах. 11 нидерландских и 13 китайских вузов установили контакты.

## Членство в международных организациях
Китай и Дания совместно состоят во многих международных организациях. Ниже представлена таблица с датами вступления государств в эти организации.
|      | Китай | Нидерланды |
| ---- | ----- | ---------- |
| ООН  | 1945  | 1945       |
| МВФ  | 1945  | 1945       |
| МБРР | 1945  | 1945       |
| ВТО  | 2001  | 1995       |